# 雲南刀鯰
雲南刀鯰（学名：Platytropius yunnanensis）為輻鰭魚綱鯰形目北非鯰科的其中一種，分布於中國雲南怒江流域，體長可達23.2公分，棲息在底層水域，屬肉食性，生活習性不明。
其种加词 yunnanensis 意为“云南的”。